# OK Orchestra
OK Orchestra (estilizado en mayúsculas ), a menudo abreviado como OKO, es el cuarto álbum de estudio de la banda pop estadounidense AJR. Fue lanzado el 26 de marzo de 2021,   por el sello propio de la banda, AJR Productions. El álbum fue respaldado por cinco sencillos: "Bang!", "Bummerland", "My Play", "Way Less Sad" y "World's Smallest Violin". El álbum fue producido por el miembro del grupo Ryan Met.

## Trasfondo
Durante la mayor parte de la producción de OK Orchestra, el álbum se tituló Mad Orchestra, con la intención de AJR de hacer un álbum "oscuro y malvado" al estilo de "Bang!". Más tarde, la banda decidió un sonido más "melancólico, anhelante y esperanzador", pensando en las repercusiones mentales negativas que vendrían con escribir un álbum oscuro. Reemplazaron el prefijo "Mad" del álbum con "OK" para representar el tema del álbum de "estar preocupado por volverse irrelevante y obsoleto" en el futuro, pero sentirse bien en el momento actual. En una entrevista junto a Rivers Cuomo, AJR confirmó que el título de OK Orchestra no se basó en OK Computer de Radiohead ni en OK Human de Weezer,el último de los cuales presenta a la banda en un remix de la canción "All My Favorite Songs".

## Promoción y lanzamiento
En febrero de 2020, AJR lanzó el primer sencillo del álbum, "Bang!", que se convirtió en uno de los mayores éxitos del trío en 2021 y en todo su tiempo tocando música. El sencillo fue pensado originalmente como una pista para una versión de lujo de Neotheater, sin embargo esto nunca se concretó y la canción eventualmente se convirtió en el sencillo principal del próximo álbum.
El 31 de agosto de 2020 lanzaron el segundo sencillo del álbum, "Bummerland ", una canción sobre la banda expresando sarcásticamente sus sentimientos sobre la pandemia de COVID-19. El 20 de diciembre de 2020, anunciaron que OK Orchestra sería el nombre de su próximo álbum, al mismo tiempo que lanzaron el tercer sencillo del álbum, "My Play ". Fue puesto en preventa en iTunes / Apple Music y mostró que el álbum contenía 13 pistas.  AJR lanzó el cuarto sencillo del álbum "Way Less Sad" y su video musical el 17 de febrero de 2021.  El 21 de marzo de 2021, AJR lanzó OKO World, una experiencia interactiva que se puede jugar en su sitio web oficial.
AJR lanzó un video musical para "OK Overture" y "World's Smallest Violin" el mismo día en que se lanzó el álbum. El 23 de junio, casi tres meses después, lanzaron un video musical de "3 O'Clock Things ". Dos meses después, el 12 de agosto, se lanzó un vídeo musical de "Christmas in June", que incluía imágenes filmadas en el Festival Wonderstruck en Cleveland. El 9 de febrero de 2022, AJR lanzó un video musical de "Ordinaryish People".

## Gira de la Orquesta OK
El 31 de marzo de 2021, AJR anunció una gira para OK Orchestra. La mayoría de las fechas de la gira de 2022 en los EE. UU. se hicieron públicas el 11 de abril y el 23 de septiembre, y 12 fechas adicionales en 2021 se publicaron el 27 de julio de 2021. La gira vendió más de 350 mil entradas en 50 espectáculos en los EE. UU.
Se suponía que un concierto de la etapa europea de la gira se realizaría el 22 de octubre de 2022 en la Sala de Conciertos de Moscú 1930 en Moscú, Rusia. Se suponía que sería el último concierto de la gira. Este concierto fue cancelado debido a la invasión rusa de Ucrania el 25 de febrero de 2022.
| AJR OK Orchestra Dias del Tour | AJR OK Orchestra Dias del Tour | AJR OK Orchestra Dias del Tour | AJR OK Orchestra Dias del Tour            |
| Fecha                          | Ciudad                         | Pais                           | Lugar                                     |
| América del Norte              | América del Norte              | América del Norte              | América del Norte                         |
| ------------------------------ | ------------------------------ | ------------------------------ | ----------------------------------------- |
| Septiembre 7 - 18, 2021        | Madison                        | Estados Unidos                 | The Slyvee                                |
| Septiembre 7 - 18, 2021        | Grand Rapids                   | Estados Unidos                 | DeltaPlex Arena & Conference Center       |
| Septiembre 7 - 18, 2021        | Peoria                         | Estados Unidos                 | Peoria Civic Center                       |
| Septiembre 7 - 18, 2021        | Des Moines                     | Estados Unidos                 | Wells Fargo Arena                         |
| Septiembre 7 - 18, 2021        | Wichita                        | Estados Unidos                 | Hartman Arena                             |
| Septiembre 7 - 18, 2021        | Oklahoma CIty                  | Estados Unidos                 | Zoo Amphitheatre                          |
| Septiembre 7 - 18, 2021        | Norfolk                        | Estados Unidos                 | Atlantic Union Bank Pavilion              |
| Septiembre 7 - 18, 2021        | Albany                         | Estados Unidos                 | The Palace Theatre (Albany, New York)     |
| Septiembre 7 - 18, 2021        | Portland                       | Estados Unidos                 | Cross Insurance Arena                     |
| Septiembre 7 - 18, 2021        | Wallingford                    | Estados Unidos                 | Toyota Oakdale Theatre                    |
| Septiembre 7 - 18, 2021        | Louisville                     | Estados Unidos                 | The Palace Theatre (Louisville, Kentucky) |
| 1 de octubre de 2021           | Jacksonville                   | Estados Unidos                 | Daily's Place                             |
| Abril 28 - 30, 2022            | Dallas                         | Estados Unidos                 | Toyota Music Factory                      |
| Abril 28 - 30, 2022            | Austin                         | Estados Unidos                 | Circuit of the Americas                   |
| Abril 28 - 30, 2022            | Houston                        | Estados Unidos                 | Cynthia Woods Mitchell Pavilion           |
| Mayo 3 - 31, 2022              | Orlando                        | Estados Unidos                 | Addition Financial Arena                  |
| Mayo 3 - 31, 2022              | Tampa                          | Estados Unidos                 | MidFlorida Credit Union Amphitheatre      |
| Mayo 3 - 31, 2022              | Atlanta                        | Estados Unidos                 | Ameris Bank Amphitheatre                  |
| Mayo 3 - 31, 2022              | Raleigh                        | Estados Unidos                 | Red Hat Amphitheater                      |
| Mayo 3 - 31, 2022              | Charlotte                      | Estados Unidos                 | PNC Music Pavilion                        |
| Mayo 3 - 31, 2022              | Cincinnati                     | Estados Unidos                 | Riverbend Music Center                    |
| Mayo 3 - 31, 2022              | Cleveland                      | Estados Unidos                 | Wolstein Center                           |
| Mayo 3 - 31, 2022              | Columbus                       | Estados Unidos                 | KEMBA Live!                               |
| Mayo 3 - 31, 2022              | Columbus                       | Estados Unidos                 | Value City Arena                          |
| Mayo 3 - 31, 2022              | Columbia                       | Estados Unidos                 | Merriweather Post Pavilion                |
| Mayo 3 - 31, 2022              | Philadelphia                   | Estados Unidos                 | TD Pavilion at the Mann                   |
| Mayo 3 - 31, 2022              | Pittsburgh                     | Estados Unidos                 | Petersen Events Center                    |
| Mayo 3 - 31, 2022              | Boston                         | Estados Unidos                 | Xfinity Center                            |
| Mayo 3 - 31, 2022              | Queens                         | Estados Unidos                 | Forest Hills                              |
| Mayo 3 - 31, 2022              | Clarkston                      | Estados Unidos                 | Pine Knob Music Theatre                   |
| Mayo 3 - 31, 2022              | Noblesville                    | Estados Unidos                 | Ruoff Music Center                        |
| Mayo 3 - 31, 2022              | Nashville                      | Estados Unidos                 | Ascend Amphitheater                       |
| Mayo 3 - 31, 2022              | Maryland Heights               | Estados Unidos                 | Hollywood Casino Amphitheatre             |
| Junio 1 - 26, 2022             | Kansas City                    | Estados Unidos                 | Starlight Theatre                         |
| Junio 1 - 26, 2022             | Tinley Park                    | Estados Unidos                 | Hollywood Casino Amphitheatre             |
| Junio 1 - 26, 2022             | Milwaukee                      | Estados Unidos                 | American Family Insurance Amphitheater    |
| Junio 1 - 26, 2022             | Minneapolis                    | Estados Unidos                 | Minneapolis Armory                        |
| Junio 1 - 26, 2022             | Oklahoma City                  | Estados Unidos                 | Oklahoma City Zoo and Botanical Garden    |
| Junio 1 - 26, 2022             | Omaha                          | Estados Unidos                 | Baxter Arena                              |
| Junio 1 - 26, 2022             | Greenwood Village              | Estados Unidos                 | Fiddler's Green Amphitheatre              |
| Junio 1 - 26, 2022             | West Valley City               | Estados Unidos                 | USANA Amphitheatre                        |
| Junio 1 - 26, 2022             | Nampa                          | Estados Unidos                 | Ford Idaho Center                         |
| Junio 1 - 26, 2022             | Auburn                         | Estados Unidos                 | White River Amphitheatre                  |
| Junio 1 - 26, 2022             | Portland                       | Estados Unidos                 | RV Inn Style Resorts Amphitheater         |
| Junio 1 - 26, 2022             | Concord                        | Estados Unidos                 | Concord Pavilion                          |
| Junio 1 - 26, 2022             | Irvine                         | Estados Unidos                 | FivePoint Amphitheatre                    |
| Junio 1 - 26, 2022             | Phoenix                        | Estados Unidos                 | Ak-Chin Pavilion                          |
| Junio 1 - 26, 2022             | San Diego                      | Estados Unidos                 | Petco Park                                |
| Junio 1 - 26, 2022             | Las Vegas                      | Estados Unidos                 | Cosmopolitan of Las Vegas                 |
| Junio 1 - 26, 2022             | Honolulu                       | Estados Unidos                 | Neal S. Blaisdell Center                  |
| 7 de julio de 2022             | Montreal                       | Canada                         | Festival d'été de Québec                  |
| Oceania                        |                                |                                |                                           |
| Agosto 19 - 28, 2022           | Melbourne                      | Australia                      | Palais Theatre                            |
| Agosto 19 - 28, 2022           | Brisbane                       | Australia                      | Fortitude Music Hall                      |
| Agosto 19 - 28, 2022           | Sydney                         | Australia                      | Hordern Pavilion                          |
| Agosto 19 - 28, 2022           | Auckland                       | Nueva Zelandia                 | Spark Arena                               |
| Agosto 19 - 28, 2022           | Wellington                     | Nueva Zelandia                 | Michael Fowler Centre                     |
| Europe                         |                                |                                |                                           |
| Septiembre 25 - 28, 2022       | Dublin                         | Irlanda                        | Olympia Theatre, Dublin                   |
| Septiembre 25 - 28, 2022       | Glasgow                        | Escocia                        | O2 Academy Glasgow                        |
| Septiembre 25 - 28, 2022       | Manchester                     | Inglaterra                     | O2 Apollo Manchester                      |
| Octubre 1 - 20, 2022           | London                         | Inglaterra                     | Brixton Academy                           |
| Octubre 1 - 20, 2022           | Birmingham                     | Inglaterra                     | O2 Academy Birmingham                     |
| Octubre 1 - 20, 2022           | Leeds                          | Inglaterra                     | O2 Academy Leeds                          |
| Octubre 1 - 20, 2022           | Nottingham                     | Inglaterra                     | Rock City                                 |
| Octubre 1 - 20, 2022           | Southampton                    | Inglaterra                     | Southampton Guildhall                     |
| Octubre 1 - 20, 2022           | Paris                          | Francia                        | Le Trianon                                |
| Octubre 1 - 20, 2022           | Brussels                       | Belgica                        | Ancienne Belgique                         |
| Octubre 1 - 20, 2022           | Cologne                        | Alemania                       | E-Werk                                    |
| Octubre 1 - 20, 2022           | Tilburg                        | Países Bajos (Holanda)         | 013                                       |
| Octubre 1 - 20, 2022           | Munich                         | Alemania                       | de                                        |
| Octubre 1 - 20, 2022           | Zürich                         | Suiza                          | X-Tra                                     |
| Octubre 1 - 20, 2022           | Milan                          | Italia                         | Le voggue                                 |
| Octubre 1 - 20, 2022           | Berlin                         | Alemania                       | Huxley's Neue Welt                        |
| Octubre 1 - 20, 2022           | Warsaw                         | Polonia                        | Novale CST                                |

## Recepción
AD Amorosi de Variety describió el álbum como "una mezcla atmosférica de pop, hip-hop y doo-wop, vocalizada armónicamente y centrada en las memorias, con ritmos extravagantes y una pizca de They Might Be Giants para un sabor ácido".  En una reseña para AllMusic, Matt Collar escribió que "OK Orchestra no solo está lleno de ganchos pop dignos de éxito, es digno de escenario, ambicioso y lleno de ideas impulsadas por la experiencia personal de AJR", calificando el álbum con 4/5. Thomas Stremfel de Spectrum Culture recibió el álbum de forma menos positiva, calificándolo con un 25/100 y afirmando que "escuchar la terrible producción y la composición que provoca vergüenza ajena de OK Orchestra sin previo aviso lo convierte en una escucha innegablemente atrapante... Las listas de álbumes de fin de año deberían estar presentando órdenes de restricción contra este álbum, pero eso no significa que no puedas escucharlo para reírte un poco".

### Reconocimientos
El álbum fue nominado a Mejor Álbum de Rock en los Billboard Music Awards de 2022 junto a otras bandas como Twenty One Pilots, Coldplay e Imagine Dragons.

## Rendimiento comercial
OK Orchestra debutó en el número 10 en el Billboard 200 de EE. UU. el 10 de abril de 2021, convirtiéndose en el segundo álbum entre los 10 primeros de AJR. Obtuvo 32.000 unidades equivalentes a álbumes, incluidas 13.000 ventas de álbumes puros.  Aunque OK Orchestra se ubicó en el puesto número 55 en la lista de álbumes del Reino Unido de mitad de semana del 29 de marzo de 2021, no se ubicó en la lista final el 2 de abril. Gran parte de la popularidad del álbum se ha atribuido a los sencillos "Bang!", "Way Less Sad" y "World's Smallest Violin".

## Listado de canciones
Todas las canciones escritas y compuestas por Adam Met, Jack Met, and Ryan Met, except where noted.. 
| OK Orchestra track listing |                           |          |  |
| N.º                        | Título                    | Duración |  |
| 1.                         | «Christmas in June»       |          |  |
| 3.                         | «Joe»                     |          |  |
| 10.                        | «Way Less Sad»            |          |  |
| 14.                        | «World's Smallest Violin» |          |  |
| 16.                        | «3 O'Clock Things»        |          |  |
| 17.                        | «Bang!»                   |          |  |
| 18.                        | «OK Overture»             |          |  |

## Personal
Créditos adaptados de Tidal.
- Adam Met – bajo, instrumentos, voz
- Jack Met – voz principal, instrumentos
- Ryan Met – voz principal, voces, producción (all tracks), instrumentos (2, 7), programación (2, 4, 12)

Personal adicional
- Chris Gehringer – mastering
- Joe Zook
- Alba Avoricani
- Ruth Kornblatt-Stier
- Danny Ferenbach
- Emelia Suljic
- Andrew Sobelsohn
- Barbara D Dirickson
- Chris Berry
- Josh Plotner
- Arnetta Johnson
- The Beu Sisters
- Bas Janssen
- Kenny Urban
- Charlie Pellett
- JJ Kirkpatrick
- Blue Man Group
- Jeff Quay
- Mike Jones
- Kamila Stankiewicz
- Chris Cerrato
- Jader Souza